# Akademia Nauk Społecznych
Akademia Nauk Społecznych (ANS) – szkoła wyższa istniejąca w latach 1984–1990 powstała z połączenia Wyższej Szkoły Nauk Społecznych przy KC PZPR i działającego od 1974 Instytutu Podstawowych Problemów Marksizmu-Leninizmu, jako spadkobierczyni działających wcześniej Instytutu Nauk Społecznych przy KC PZPR i Instytutu Kształcenia Kadr Naukowych.

## Historia
Powołana 6 kwietnia 1984, powstała w sierpniu 1984 i została afiliowana przy KC PZPR. Formalnie była obok KUL-u jedną z nielicznych przed 1989 uczelni o statusie niepublicznym, choć de facto środki na jej utrzymanie pochodziły z budżetu państwa. Kształciła kadry dla aparatu PZPR i administracji PRL na 4–5-letnich studiach magisterskich dziennych, zaocznych i podyplomowych oraz kadry przed objęciem kluczowych stanowisk funkcjonariuszy partyjnych, administracyjnych i służby zagranicznej MSZ na 4-letnich studiach doktoranckich. Nadawała stopnie naukowe (doktoraty i habilitacje). Główne kierunki kształcenia: politologia, socjologia, historia, filozofia i ekonomia. Obok własnej kadry wykłady i zajęcia prowadzili pracownicy naukowi z innych ośrodków uniwersyteckich i akademickich. Na ANS studiowały również osoby nienależące do PZPR (w tym na studiach doktoranckich). Jej absolwentami było wielu prominentnych działaczy. Po rozwiązaniu uczelni w 1990 jej byli pracownicy otrzymali możliwość zatrudnienia na dotychczasowych etatach w innych uczelniach publicznych.
Zatrudniała 932 pracowników. Do 29 stycznia 1990 uczelnia nosiła nazwę Akademii Nauk Społecznych PZPR, następnie do 21 czerwca 1990 – Akademii Nauk Społecznych.

## Struktura
- Instytut Naukowego Socjalizmu i Teorii Partii
- Instytut Badań Klasy Robotniczej
- Instytut Historii Ruchu Robotniczego
- Instytut Nauk Politycznych
- Centrum Kształcenia Służby Zagranicznej, ul. Chopina 1
- Centrum Studiów, Polityki i Propagandy, ul. Wspólna 32–46

## Rektorzy[1]
- 25 maja 1984 – 21 stycznia 1986 - Marian Orzechowski
- 21 stycznia 1986 – 30 września 1990 - Jarema Maciszewski

## Siedziba
Jej głównymi lokalizacjami w Warszawie były południowa część budynku przy Alejach Ujazdowskich 1/3 – obecnie Kancelaria Prezesa Rady Ministrów, oficjalnie – ul. Bagatela 2, ul. Szopena 1 oraz ul. Wspólna 32-46.